# سينثيا دوك
سينثيا دوك (بالإسبانية: Cynthia Duque)‏ هي متسابقة ملكة الجمال مكسيكية، ولدت في 18 سبتمبر 1993 في مونتيري في المكسيك.